# South Island Line (métro de Hong Kong)
 (janvier 2019).
Si vous disposez d'ouvrages ou d'articles de référence ou si vous connaissez des sites web de qualité traitant du thème abordé ici, merci de compléter l'article en donnant les références utiles à sa vérifiabilité et en les liant à la section « Notes et références ».
La ligne Sud de l'Île du MTR ou South Island line est une ligne de métro automatique de Hong Kong. Elle relie les stations Admiralty, dans le centre et South Horizons, au Sud-Ouest de l'île.
Il faut compter 4 à 5 minutes pour rallier Admiralty à Ocean Park.
Des rames S-Train de 3 voitures contre 8 voitures pour la majorité du reste du réseau équipent la ligne.